# Канкакі (округ, Іллінойс)
Шаблон:StateAbbr_ 41°08′ пн. ш. 87°52′ зх. д. / 41.14° пн. ш. 87.86° зх. д.
Округ  Канкакі (англ. Kankakee County) — округ (графство) у штаті  Іллінойс, США. Ідентифікатор округу 17091.

## Історія
Округ утворений 1853 року.

## Демографія
За даними перепису 
2000 року 
загальне населення округу становило 103833 осіб, зокрема міського населення було 75890, а сільського — 27943.
Серед мешканців округу чоловіків було 50748, а жінок — 53085. В окрузі було 38182 домогосподарства, 26759 родин, які мешкали в 40610 будинках.
Середній розмір родини становив 3,12.
Віковий розподіл населення поданий у таблиці:
| Стать    | До 15 років | 15-21 | 22-29 | 30-39 | 40-49 | 50-65 | 65-85 | Понад 85 |
| -------- | ----------- | ----- | ----- | ----- | ----- | ----- | ----- | -------- |
| Чоловіки | 12021       | 5466  | 5209  | 7177  | 7709  | 7505  | 5190  | 471      |
| Жінки    | 11325       | 5516  | 5256  | 7426  | 7717  | 7922  | 6842  | 1081     |

## Суміжні округи
- Вілл — північ
- Лейк, Індіана — північний схід
- Ньютон, Індіана — схід
- Іроквай — південь
- Форд — південний захід
- Лівінґстон — захід
- Ґранді — північний захід

## Виноски
1. ↑  U.S. Decennial Census. United States Census Bureau. Архів оригіналу за 26 квітня 2015. Процитовано 6 липня 2014.
2. ↑  Historical Census Browser. University of Virginia Library. Архів оригіналу за 11 серпня 2012. Процитовано 6 липня 2014.
3. ↑  Population of Counties by Decennial Census: 1900 to 1990. United States Census Bureau. Архів оригіналу за 24 квітня 2014. Процитовано 6 липня 2014.
4. ↑  Census 2000 PHC-T-4. Ranking Tables for Counties: 1990 and 2000 (PDF). United States Census Bureau. Архів (PDF) оригіналу за 18 грудня 2014. Процитовано 6 липня 2014.
5. ↑  State & County QuickFacts. United States Census Bureau. Архів оригіналу за 6 червня 2011. Процитовано 6 липня 2014.(англ.) Наведено за англійською вікіпедією.
6. ↑  American FactFinder. Бюро перепису населення США. Архів оригіналу за 29 липня 2011. Процитовано 31 січня 2008.

| США | Це незавершена стаття з географії США. Ви можете допомогти проєкту, виправивши або дописавши її. |